# Газопереробний завод Кашаган
Газопереробний завод Кашаган – майбутнє підприємство нафтогазової промисловості, що працюватиме з продукцією родовища Кашаган.
В 2010-х роках консорціум іноземних інвесторів почав розробку унікального нафтового родовища Кашаган. З певних причин вони не виявляли особливої зацікавленості у монетизації ресурсу гомологів метану, які містяться в супутньому газі, тому пропан-бутанова фракція використовувалась як технологічне паливо або домішувалась до товарного газу. Як наслідок, виник проект залучення окремого інвестора для спорудження газопереробного заводу Кашаган. В 2021-му його будівництво почала компанія «GPC Investment», втім, вже у 2022-му вона відмовилась продовжувати проект, який передали державній «QazaqGaz». 
Завод повинен приймати для переробки 1 (за іншими даними – 1,15) млрд м3 газу на рік та випускати 0,815 млрд м3 товарного газу, 119 тисяч тон пропан-бутанової фракції, 35 тисяч тон газового конденсату та 212 тисяч тон сірки.
Запуск заводу запланований на 2025 рік.